# György Gedó
György Gedó   (Budapest, 23 d'abril de 1949) va ser un boxejador hongarès, ja retirat, que va competir durant les dècades de 1960 i 1970.
Durant la seva carrera esportiva va prendre part en quatre edicions dels Jocs Olímpics d'Estiu, el 1968, 1972, 1976 i 1980. Els millors resultats els va obtenir als Jocs de Munic de 1972, on guanyà la medalla d'or en la categoria del pes mini mosca, en guanyar la final al nord-coreà Kim U-Gil. En el seu palmarès també destaquen dues medalles d'or i una de bronze al Campionat d'Europa de boxa i vuit campionats nacionals. Durant la seva carrera esportiva va disputar 597 combats, dels quals en guanyà 584. Una vegada retirat passà a exercir d'entrenador.